# Friedrich Hartmut Dost
Friedrich Hartmut Dost (* 11. Juli 1910 in Dresden; † 2. November 1985 in Gießen) war ein deutscher Kinderarzt und Begründer der Pharmakokinetik.

## Leben
Hartmut Dost studierte Medizin in Rostock, Freiburg im Breisgau, Innsbruck und Leipzig, wo er 1933 das Staatsexamen ablegte und 1934 promoviert wurde. 1940 habilitierte er sich als 30-Jähriger und war 1943 Privatdozent in Leipzig. Dost war Mitglied der SA und des NS-Ärztebundes, er beantragte am 12. Oktober 1937 die Aufnahme in die NSDAP und wurde rückwirkend zum 1. Mai desselben Jahres aufgenommen (Mitgliedsnummer 5.817.610).
Nach seiner Kriegsgefangenschaft kehrte er 1947 an die Kinderklinik in Leipzig zurück. 1951 übernahm er kommissarisch die Leitung der Kinderklinik der Charité der Humboldt-Universität zu Berlin, wo man ihn zwei Jahre später zum ordentlichen Professor für Kinderheilkunde und Direktor der Kinderklinik berief. 1960 folgte er dem Ruf der Justus-Liebig-Universität Gießen als Direktor der Universitäts-Kinderklinik in Gießen.
Dost war Mitglied der Deutschen Akademie der Wissenschaften, der Deutschen Akademie der Naturforscher Leopoldina (seit 1957), Korrespondierendes Mitglied der Deutschen Pharmakologischen Gesellschaft, Korrespondierendes Mitglied der Arbeitsgemeinschaft für pharmazeutische Verfahrenstechnik und Ehrenmitglied der Deutschen Gesellschaft für Kinderheilkunde. Er war Träger des Curt-Adam-Preises der Kongressgesellschaft für ärztliche Fortbildung, des Otto-Heubner-Preises der Deutschen Gesellschaft für Kinderheilkunde, der Schmiedeberg-Plakette der Deutschen Pharmakologischen Gesellschaft, der Paul-Martini-Medaille in Gold und wurde Ehrendoktor des Fachbereichs Humanmedizin der Johann Wolfgang Goethe-Universität Frankfurt am Main.

## Rezeption/Sonstiges
Dost gelang es einfache, validierte Regeln für den Einsatz erfolgreicher Medikamente für Neugeborene, Säuglinge und Kinder zu finden. Eigentlich waren diese Medikamente ursprünglich nur für Erwachsene bestimmt. Mit Hilfe der von ihm entwickelten pharmakokinetischen Berechnungsmethoden war es möglich, dass auch Kinder behandelt werden konnten. Parameter wie AUC (Area Under the Curve) fehlen in keiner pharmakokinetischen Publikation. Aus der Arzneimittelentwicklung ist die Pharmakokinetik nicht mehr wegzudenken. Die Europäische Arzneimittelagentur (EMA) nennt derzeit  354 Dokumente, in denen hierauf Bezug genommen wird.
Die Medizinische Gesellschaft Gießen vergab den Friedrich-Hartmut-Dost-Preis für besondere Leistungen in der akademischen Lehre am Fachbereich, die Deutsche Gesellschaft für Klinische Pharmakologie und Therapie e. V. vergibt den Friedrich-Hartmut-Dost-Gedächtnispreis zur Förderung der Klinischen Pharmakologie in den europäischen Ländern. Eine Straße in seiner Heimatstadt Dresden trägt seinen Namen (51° 4′ 47,5″ N, 13° 45′ 6,1″ O).